# Bishi Bashi
Bishi Bashi (ﾋﾞｼﾊﾞｼ?) è una serie di videogiochi arcade prodotta da Konami e successivamente convertita per PlayStation. Si tratta di minigiochi di varia ambientazione in cui si affrontano tra loro più giocatori. Le versioni arcade supportano da 1 a 6 giocatori, quelle per PlayStation da 1 a 8; in mancanza di altri giocatori, il gioco supplisce con un avversario gestito dal computer.
Bishi Bashi comprende una ampia selezione di minigiochi. Alcuni di questi riprendono, con altri nomi, dei classici dell'arcade come Pac-Man, altri ancora sono demenziali o insoliti come creare un robot unendo tre astronavi o impersonare un culturista su un pogo che salta in alto cercando di prendere un pezzo di carne. La meccanica di gioco è lineare, ma richiede abilità e prontezza di riflessi. 

## Serie arcade
La serie arcade include:
- Bishi Bashi Championship Mini Game Senshuken (1996)
- Super Bishi Bashi Champ[1] e Handle Champ (1998)
- Hyper Bishi Bashi, Gachaga Champ e Step Champ (1999)
- Hyper Bishi Bashi Champ[3] e Anime Champ (2000)
- Salaryman Champ (2001)
- Great Bishi Bashi Champ (2002)

Il controllo di gioco è semplice e utilizza tre pulsanti di colore rosso, blu e verde posizionati, rispettivamente, a sinistra, al centro e a destra nella postazione di ogni giocatore. Il sistema di controllo viene spiegato dal gioco prima dell'inizio della partita.
Una simulazione prima della partita illustra come affrontare le prove che vanno risolte nel minor tempo possibile "picchiando" velocemente sui grossi tasti della console.

## Serie per PlayStation
Alcuni giochi arcade sono stati convertiti su Sony PlayStation e ripubblicati col nome di Bishi Bashi Special (ビシバシスペシャル)
- Bishi Bashi Special pubblicato nel 1998 in Giappone e nel 2000 in Europa[5][6], è una compilation di due videogiochi (Super Bishi Bashi e Hyper Bishi).
- Bishi Bashi Special 2 (1999, solo Giappone[7])
- Bishi Bashi Special 3 (2000, solo Giappone[8])
- Bishi Bashi Special Compatibile con PlayStation Portable e PlayStation 3[non chiaro] (Europa 24 aprile 2008)[senza fonte]

La versione per PlayStation non utilizza sempre i pulsanti con lo stesso colore della versione arcade presenti nel controller DualShock.